# 1998 WM19
1998 WM19 är en asteroid i huvudbältet som upptäcktes den 23 november 1998 av LINEAR i Socorro County, New Mexico.
Asteroiden har en diameter på ungefär 3 kilometer och den tillhör asteroidgruppen Astraea.